# 聖多明各危機
聖多明各危機是（英語︰Santo Domingo Crisis）指在1904年一位美國船員被多明尼加民兵所殺後，美國以此為借口入侵及炮擊多明尼加。

## 背景
在香蕉戰爭時期，革命在中美洲十分常見。美國為了保護在這些地區的利益及公民，常會派遣海軍在敵對海岸巡邏。多明尼加聖多明各市的叛軍此前曾向兩艘美國商船開火，並破壞了美國所擁有的甘蔗種植園。從 1903年11月開始，軍艦USS Detroit上的海軍陸戰隊曾登陸聖多明各，但在局勢穩定時就撤走。1904年2月1日，輔助巡洋艦USS Yankee 在聖多明各附近海峽巡邏，觀察卡洛斯·摩拉利斯·朗瓜斯 (Carlos Morales Languasco)政府與胡安·伊西德羅·吉米(Juan Isidro Jimenes Pereyra)所領導的叛軍之間的戰鬥。美國派了一些人上岸與多明尼加人接觸，但叛亂分子用輕武器襲擊了他們。作為回應，西奧多·羅斯福總統下令巡洋艦哥倫比亞號和紐瓦克號前往聖多明各要求道歉。

## 炮擊事件
2月11日，懸掛美國國旗的哥倫比亞號護送其他美國商船，前往港口卸下貨物。叛亂分子用輕武器對其。 幾發子彈擊中了輪船，但沒有人員傷亡。兩艘美國船隻因此先後撤離，指揮官溫賴特得到上級批准後，命令紐瓦克號轟炸聖多明各市。十分鐘後轟炸停止，一支由 375 名美國人組成的部隊登陸海灘。